# 法西亚塔拉
法西亚塔拉（英語：Fasiatala）是孟加拉国的一个村庄，位于马达里布尔县的卡尔基尼（Kalkini Upazila）。